# Middelste ganzerik
De middelste ganzerik (Potentilla intermedia) is een tweejarige of kortlevende, vaste plant uit de rozenfamilie. De soort staat op de Nederlandse Rode lijst van planten als vrij zeldzaam en stabiel of toegenomen.

## Beschrijving
De plant kan een hoogte van 20 tot 50 centimeter bereiken. De opstijgende tot rechtopstaande stengels zijn zacht behaard en hebben gekroesde en lange, afstaande haren. Ook de bladeren zijn behaard. De onderste bladeren zijn meestal handvormig en vijftallig. Er zijn per bloem 20 meeldraden aanwezig en vijf gele kroonbladen die meestal 4 tot 5 millimeter lang zijn. De kelkbladen zijn even lang of iets korter dan de kroonbladen. De plant bloeit van juni tot september en de bestuiving gebeurt door insecten.
De vrucht is een schijnvrucht met 0,08-0,13 mm grote nootjes.

## Verspreiding

### Verspreidingsgebied
De plant komt oorspronkelijk voor in het noordoosten van Europa en Siberië maar komt thans ook voor in geheel Europa en Noord-Amerika. 

### Habitat
De Middelste ganzerik groeit voornamelijk op lichte, droge en zanderige locaties. De plant doet het ook goed op industrieterreinen en langs spoorwegen.